# Michael May
Michael May (Stoccarda, 18 agosto 1934) è un ex pilota automobilistico svizzero.

## Biografia
Michael May ha partecipato a 2 Gp in Formula 1 nel 1961 al volante di una Lotus 18 della Scuderia Colonia. Tuttavia egli non è ricordato tanto come pilota quanto come valente tecnico e ingegnere. A lui si deve l'introduzione dell'alettone su una vettura da competizione. Alla 1000 Km del Nurburgring del 1956 portò in gara una Porsche 550 RS dotata di un alettone. Insieme al cugino Pierre girò in prova su tempi di gran lunga inferiori rispetto alle vetture ufficiali grazie alla deportanza creata dall'alettone stesso.
L'alettone arancione aveva la conformazione di un'ala rovesciata, era fissato al di sopra dell'abitacolo e dotato di profili verticali sagomati che riducevano i vortici d'estremità d'ala e aumentavano il carico aerodinamico. Aveva progettato e sviluppato questo sistema artigianalmente in 3 mesi, affinando le regolazioni nelle strade vicino a casa a Berna. Tuttavia non poté partecipare alla gara in quella configurazione per l'opposizione di Fritz Huschke von Hanstein, direttore del reparto corse Porsche.
Successivamente si occupò di impianti di iniezione di carburante come consulente Bosch. Nel 1963 venne segnalato alla Ferrari che lo assunse. Sviluppò per la casa di Maranello l'iniezione per la monoposto Ferrari 158 e convinse Ferrari a passare ai cerchi in magnesio per tutte le sue vetture.